# 뤄청 무라오족 자치현

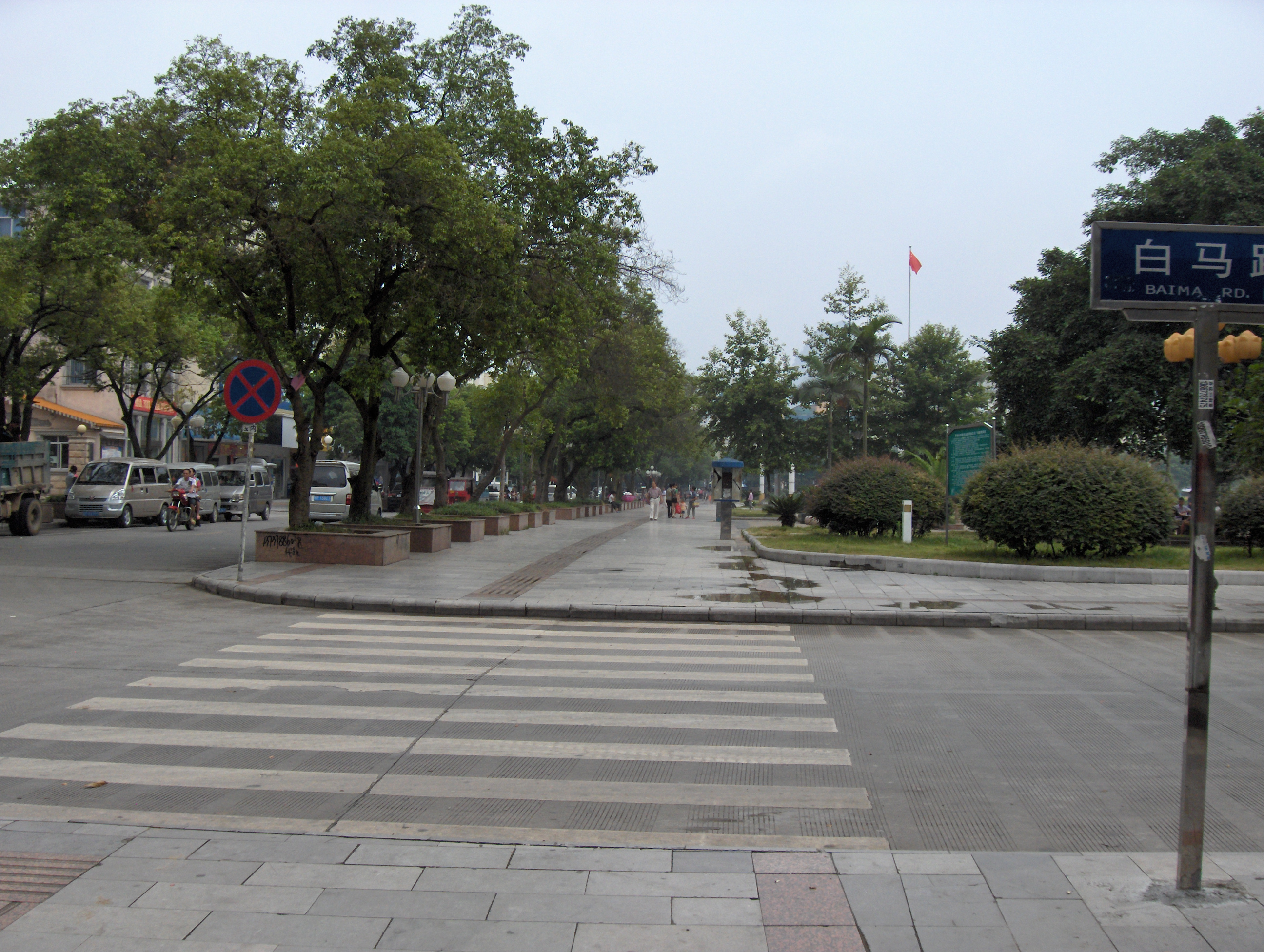

뤄청 무라오족 자치현(한국어: 나성무라오족자치현, 중국어: 罗城仫佬族自治县, 병음: Luóchéng Mùlǎozú Zìzhìxiàn)은 중국 광시 좡족 자치구 허츠 시의 현급 행정구역이다. 넓이는 2,639km2이고, 인구는 2007년 기준으로 370,000명이다.

## 행정 구역
7개 진, 4개 향을 관할한다.
- 진: 东门镇, 龙岸镇, 黄金镇, 小长安镇, 四把镇, 天河镇, 怀群镇.
- 향: 宝坛乡, 乔善乡, 纳翁乡, 兼爱乡.